# Pirapó (Distrikt in Paraguay)
Pirapó ist ein Distrikt im Departamento Itapúa von Paraguay und wurde am 11. Dezember 1990 gegründet.
Der Distrikt Pirapó erstreckt sich über eine Fläche von 860 km² und hat etwa 9.200 Einwohner. Er wird umgeben von den Nachbardistrikten Alto Verá, Itapúa Poty, Obligado, Bella Vista und Capitán Meza. Im Süden grenzt er an den Río Paraná und damit an Argentinien.
In Pirapó haben sich hauptsächlich Einwanderer aus Japan niedergelassen, die dort ab 1960 ankamen und sich hauptsächlich der Landwirtschaft widmen.